# Clinton Hart Merriam
Pour les articles homonymes, voir Merriam.
Clinton Hart Merriam est un zoologiste américain, né le 5 décembre 1855 à New York et mort le 19 mars 1942 à Berkeley (Californie).

## Biographie
Son père, Clinton Levi Merriam, est un homme d’affaires et un banquier qui, brièvement, de 1871 à 1875 a siégé au Congrès américain dans les rangs des Républicains. Sa mère, Caroline Hart, est la fille d'un juge du tribunal de New York.
Deuxième fils du couple, Clinton Hart Merriam passe son enfance à Locust Grove, dans le comté de Lewis. Ici, il collecte des peaux d'oiseaux dès qu'il a quinze ans. Très tôt, il rencontre Spencer Fullerton Baird (1823-1887) grâce à son père. C’est grâce à l’entremise de Baird que le jeune Merriam peut, durant l’été 1872, participer à une mission de recherche dans le Yellowstone. Son Rapport sur les mammifères et les oiseaux de l'expédition apparaît dans la sixième publication annuelle de l'expédition Hayden.
Il fait des études à la Sheffield Scientific School de l’Université Yale de 1873 à 1874 puis à l’École de médecine et de chirurgie de New York de 1877 à 1879. Il obtient son titre de docteur en 1879. 
Jusqu’en 1885, il exerce la médecine à New York et se spécialise en gynécologie. En parallèle, il continue d’étudier les mammifères et les oiseaux. Il participe comme naturaliste à l’expédition du SS Proteus à Terre-Neuve-et-Labrador. Durant l’été 1885, il visite les muséums et des collections privées en Europe.
Il devient ornithologue pour le ministère de l’Agriculture de 1885 où il est chargé de collecter des informations sur les espèces nuisibles. Puis à partir de l’année suivante jusqu’en 1890, il dirige le département d’ornithologie et de mammalogie économique au sein de ce même ministère. De 1890 à 1910, il dirige le service de recherche de biologie toujours dans le même organisme. En 1899, il aide le magnat des chemins de fer, Edward Henry Harriman (1848-1909), à organiser un voyage d'exploration des côtes de l'Alaska.
En 1886, il épouse sa secrétaire, Virginia Elizabeth Gosnell. Le couple garde une maison dans la 16e rue, près de la Maison-Blanche. 
En 1887, il fait équipe avec Henry Gannett dans une expédition aux Appalaches. L'année suivante, il devient fondateur de la National Geographic Society. Il sera membre du directoire de ce dernier pendant 54 ans.
Il fait des recherches originales sur la biogéographie et la distribution des espèces nord-américaines. Il émet l’hypothèse que la température permet d’expliquer la répartition de la faune de ce continent. Lui et son équipe font paraître leurs résultats dans la série North American Fauna à partir de 1889 et dans d’autres publications. Ces recherches le mènent à travailler également sur la flore. Il démissionne en 1910 alors que le Congrès fait pression pour que son service prenne en charge le contrôle des espèces nuisibles ou indésirables. Il passe le reste de sa vie à étudier les mammifères, principalement les ours ainsi qu’à transcrire le vocabulaire de tribus amérindiennes de Californie en train de s’éteindre.
Clinton Hart Merriam meurt le 19 mars 1942, à Berkeley, en Californie.
Il dirige l'American Ornithologists' Union de 1900 à 1903.
En 1902, Clinton Hart Merriam est élu membre de l'Académie nationale des sciences des États-Unis. De 1917 à 1926, il dirige le Bureau des États-Unis pour le nommage géographique. Il devient le premier président de la Société américaine de Mammologues en 1919. Il est également membre et président des sociétés de Biologie, d'Anthropologie et de Philosophie.

## Liste partielle des publications
- 1877 : A review of the birds of Connecticut. New Haven, Tuttle, Morehouse & Taylor. — Un exemplaire numérique peut être consulté sur [https://archive.org/details/reviewofbirdsofc00merrrich Archive.org
- 1884 : The mammals of the Adirondack Region, Northeastern New York. New York, Foster. 316 pages.
- 1896 : Synopsis of the weasels of North America. Washington. — Un exemplaire numérique peut être consulté sur Archive.org
- 1910 : The dawn of the World : myths and weird tales told by the Mewan Indians of California. Cleveland, Arthur H. Clark Co. — Un exemplaire numérique peut être consulté sur Archive.org (autre version)